# Ketúrá
Ketúrá vagy Ketúráh (héberül: קְטוּרָה Qəṭûrâ; jelentése tömjén, füstölő) a Héber Biblia szerint Ábrahám pátriárka felesége volt, miután az ősatya eltemette első feleségét, Sárát. A Biblia közvetlenül nem árul el sokat Ábrahám második feleségének származásáról. Hat fiút szült Ábrahámnak: Zimránt, Joksánt, Médánt, Midiánt, Isbákot és Suakhot, akiket Ábrahám halála előtt gazdag ajándékokkal ellátva messzi vidékekre küldött. A hat gyermek lett az őse az arab világ több törzsének, így Ábrahám valóban több nemzet atyjává vált.

## Ketúrá származása[2]

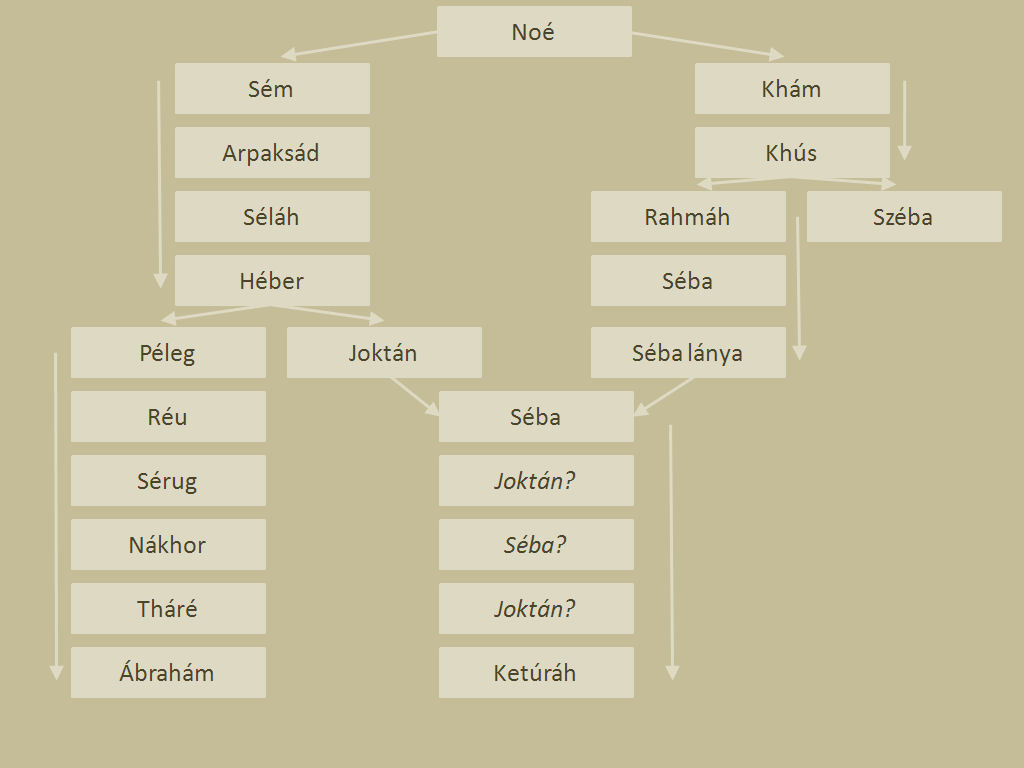
Ketúrá feltételezett származása Noétól kezdve

Egyes Biblia-kutatók szerint Ketúrá származása ugyan közvetlen módon nincsen leírva a Teremtés könyvében, mégis ki lehet következtetni azt. A kutatások egyik feltételezése az, hogy Ketúrá valójában Ábrahám rokona volt (egyes feltételezések szerint apai ágon unokatestvérek voltak). Ennek az elméletnek az alapját az a korabeli szokás adja, miszerint az ószövetségi időkben a férfiak rendszerint két közeli rokonukat vették feleségül. A házasságokat az alapján kötötték meg, hogy az apai illetve anyai ágak közül melyiket volt érdemes megerősíteni a biztos öröklés érdekében. A rokoni fokozat változó volt, de a férfiak leggyakrabban saját féltestvérüket és egy unokatestvérüket választották, lehetőleg egy másik családi ágból. A Biblia is több hasonló esetet ír le, akár Lámekh, akár Jákob, de feltehetőleg Terah esetét is vizsgálva. Ábrahám esetében Sára volt az első feleség, aki az ősatya féltestvére volt. Ezért jogos arra következtetni, hogy Ábrahám második felesége unokatestvérei közül kerülhetett ki.
A kutatók a rokoni szálakat Ábrahám és Ketúrá egyik gyermekéből, Joksánból kiindulva kezdték kibontani. A Bibliában megfigyelhető az a jelenség, hogy az elsőszülött fiú nevét gyakran az anyai nagyapjáról kapja. A kutatók mindössze feltételezni tudják, hogy Ábrahám és Ketúrá elsőszülött gyermeke Joksán volt, akinek a neve hasonlít Joktán nevére. Joktán öt generációval Ábrahám és Ketúrá előtt élt, Héber egyik gyermeke és Péleg testvére volt. Mindketten Noé Sém nevű fiától származtak. A kutatóknak feltűnt, hogy Joktán tizenhárom gyermeke között található egy Séba nevezetű gyermek, amely arra utalhat, hogy Joktán egyik felesége Kám dédunokájának, Sébának a leánya lehetett. Ez azt jelenti, hogy Noé két gyermekének a vonala egyesült Joktán utódaiban. A feltételezések szerint a kimaradó három generációban a nevek különböző feleségek között váltakozva fennmaradhattak, és így éppen megvan annak az esélye, hogy Ketúrá apját is Joktánnak hívják. Ezt az elméletet erősíti az is, hogy a Krónika első könyve szerint Ketúrá gyermekének, Joksánnak születik két fia, akiket Sébának és Dédánnak neveznek el.
Ketúrá származásának fenti elmélete nem bizonyított tény, mindössze egyes Biblia-kutatók által feltételezett kapcsolat, amelynek alapját az teremtette meg, hogy Joktán és Ketúrá leszármazottai is fontos szerepet töltenek be az iszlám felfogásban, mint az arab népek ősei.

## Feleség vagy ágyas?
Ketúrá és Ábrahám kapcsolatát a Biblia sem tisztázza. A Teremtés könyvében Ketúrá Ábrahám újabb feleségeként jelenik meg. Azonban már ugyanebben a fejezetben ágyasként említi meg a Szentírás, és a Krónika I. könyvében Ketúrát egyértelműen ugyanígy jellemzik.
Az mindenképpen kitűnik a Biblia leírásából, hogy Ketúrá és hat gyermeke nem ugyanazt a bánásmódot kapja meg, mint Ábrahám első felesége, Sára és Izsák. Érthető módon Izsák testesítette meg azt a gyermeket, akin keresztül az Úr valóra váltja majd Ábrahámmal kötött szövetségét. Ezért Ketúrá gyermekeit elkülönítették Izsáktól. Mindez azonban nem igazolja azt a feltevést, hogy Ketúrá mindössze Ábrahám ágyasa volt. A kor hagyományai is azt erősítik, hogy Ábrahám valóban feleségül vette Ketúrát, hiszen abban a korban a törzsi vezetők, fejedelmek két feleséget tarthattak, egymástól távolabb, két külön udvartartásban.
Ezt erősíti meg a Teremtés könyve is, amikor arról ír, hogy Ábrahám Izsák feláldozásának története után nem tér vissza Sárához, Béthel közelébe, hanem Beershebába megy. Azt nem részletezi az Ószövetség, hogy Ábrahám miért ment oda, de feltételezhető, hogy azért érkezett Beershebába, hogy elintézze a házasságot Ketúrá szüleivel. Vagyis akár az is lehetséges, hogy Ábrahámnak már Sára életében volt egy másik felesége. 

A Biblia-kutatók szerint Beersheba városa érdekes egybeesésnek is tekinthető. A város nevét ugyanis lehet úgy is fordítani, hogy Séba kútja, ami alátámasztja a fentiekben kifejtett elméletet Ketúrá származásáról. Séba Noé fiának, Khámnak a leszármazottja, és tőle illetve Joktántól származtatják a beduinokat. A beduin törzsek között mind a mai napig fennáll a tamar hagyománya. Ez a datolya-szüretet követő táncos mulatságot jelöli. Ekkor a beduinok egy oázisban, vagyis egy kút körül összegyűlnek, és ezen az egy estén a nők és a férfiak is együtt táncolhatnak a tűz körül. Ez az éjszaka hagyományosan a párválasztásról, a házasságokról szól. Ha Beersheba városának nevében is egy kút szerepel, akkor elképzelhető, hogy a Teremtés könyvének szerzője arra próbált utalni, hogy Ábrahám valójában azért ment Beershebába, mert ott párt választott magának.

## Összefüggések Ketúrá és Hágár között
Feltehetőleg a Krónika I. könyvének kijelentése miatt (miszerint Ketúrá Ábrahám ágyasa) a zsidó filozófia egy része úgy véli, hogy Ketúrá személyében Hágár jelenik meg. Hágár Sára egyiptomi szolgálója volt, aki az ősatya ágyasa lett, miután Sáráról kiderült, hogy meddő. Hágártól született Ábrahám első gyermeke, Ismáel, akit anyjával együtt a sivatagba küldött Ábrahám, miután Sára megszülte Izsákot. A Midrás is úgy ír Ketúráról, mint Ábrahám ágyasáról. A Midrás azt is megjegyzi, hogy Ketúrá éppen olyan, mint ahogyan a neve mutatja: édes, mint a tömjén füstje. Ketúrá bemutatása után a rabbinikus magyarázat kibontja azt az elméletet, miszerint Ábrahám új ágyasa valójában a sivatagból visszatért Hágár. Ezt az elméletet támogatja több nagynevű rabbi is, mint például Judah Löw ben Bezalel. Persze Ketúrá és Hágár egysége nem bizonyítható minden kétséget kizárólag, és ennek a nézetnek is neves támogatói vannak, mint például Ábrahám ibn Ezra, Dávid ben József Kimhi vagy Mózes ben Nahman.
A Bahá'í vallás hívei úgy vélik, hogy vallásuk alapítója, Bahá'u'lláh mind Sára mind pedig Ketúrá leszármazottja.